# Département du Guatemala
Pour les articles homonymes, voir Guatemala (homonymie).
Le Guatemala est divisé en 22 départements.

## Liste

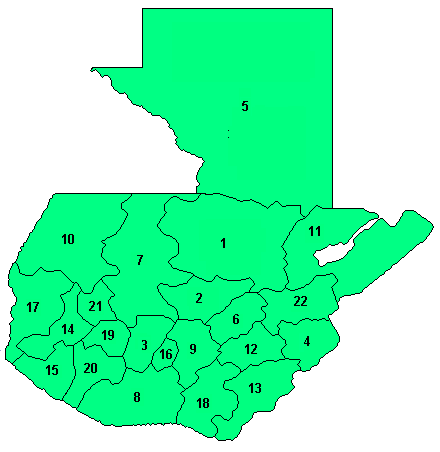
Carte des départements du Guatemala.

La liste suivante en donne la liste. Le numéro correspond à celui du département sur la carte ci-contre ; la ville entre parenthèses en est le chef-lieu.
1. Alta Verapaz (Cobán)
2. Baja Verapaz (Salamá)
3. Chimaltenango (Chimaltenango)
4. Chiquimula (Chiquimula)
5. Petén (Flores)
6. El Progreso (Guastatoya)
7. Quiché (Santa Cruz del Quiché)
8. Escuintla (Escuintla)
9. Guatemala (Guatemala)
10. Huehuetenango (Huehuetenango)
11. Izabal (Puerto Barrios)
12. Jalapa (Jalapa)
13. Jutiapa (Jutiapa)
14. Quetzaltenango (Quetzaltenango)
15. Retalhuleu (Retalhuleu)
16. Sacatepéquez (Antigua Guatemala)
17. San Marcos (San Marcos)
18. Santa Rosa (Cuilapa)
19. Sololá (Sololá)
20. Suchitepéquez (Mazatenango)
21. Totonicapán (Totonicapán)
22. Zacapa (Zacapa)